# André Guelfi
André Guelfi (Mazagan, 6 de maio de 1919 — São Bartolomeu, 28 de junho de 2016) foi um automobilista francês de ascendência marroquina.
Disputou apenas uma prova de Fórmula 1 em sua carreira: o GP do Marrocos de 1958, pilotando um carro não-oficial da equipe Cooper, aos 39 anos.
Em 1971, já aposentado como piloto, mudou-se para a França, tendo casado com a filha do então presidente Georges Pompidou. Quatro anos depois, foi morar em Lausanne, na Suíça, e posteriormente adquiriu a empresa de artigos esportivos Le Coq Sportif.
Após ser condenado por envolvimento em escândalos financeiros com a petrolífera Elf, morou ainda em Malta e em São Bartolomeu, território francês no Caribe. Foi condenado a 3 anos de prisão em 2003 por uso indevido dos ativos da Elf, além de ser multado em 1,5 milhão de euros.
Com a morte do compatriota Robert La Caze em julho de 2015, Guelfi era o piloto mais velho ainda vivo até 28 de junho de 2016, quando faleceu em São Bartolomeu, aos 97 anos.